# 阿齐祖尔·哈克
阿齐祖尔·哈克（Azizul Haque；1919年—2012年8月8日）是孟加拉国的一个穆斯林学者、伊玛目。

## 生平
1919年，阿齊祖爾·哈克出生於英屬印度的蒙希甘杰县。完成初步學習後，他加入了婆羅門巴里亞的尤努西亞伊斯蘭大學並在此度過四年時光。1931年他進入其他學府修習文科，共用時12年。1943年，他前往印度，加入了蘇拉特的塔利穆丁達貝爾伊斯蘭大學，後於德奧班德神學院進修太甫綏魯。
1946年到1952年間，他在達卡的巴羅戈塔羅伊斯蘭學校擔任教師。1952年，他轉至拉巴克阿拉伯古兰经学院教授布哈里聖訓等知識，一直延續到1985年才結束。1986年，他在達卡的穆罕默德布爾附近建立了一所名為Jamiah Muhammadia Arabia的伊斯蘭學校。